# Henri Moser (Rennfahrer)
Henri Moser (* 18. Oktober 1987 in Genf) ist ein ehemaliger Schweizer Autorennfahrer.

## Karriere

### Monopostosport
Henri Moser begann seine Karriere 2001 im Kartsport und wechselte 2004 in die Formel Renault. Da er 2005 kein Cockpit in einer Monoposto-Rennserie bekam, engagierte er sich im Sportwagensport. 2006 bestritt er eine Saison in der Ferrari-Challenge-Europe für Kessel Racing, das Rennteam des ehemaligen Schweizer Formel-1-Piloten Loris Kessel. Mit 71 Punkten beendete er das Rennjahr als Siebter der Gesamtwertung. Auch 2007 fuhr er in dieser Serie und hatte einen Gaststart in der FIA-GT-Meisterschaft auf einem Maserati MC12 von JMB Racing.

### GT-Rennen
2008 fuhr er sowohl in der FIA-GT-Meisterschaft als auch in der International GT Open. Dort bestritt er die Rennen in der GTA-Klasse auf einem Ferrari F430 GT2 und konnte Ende des Jahres den vierten Gesamtrang erreichen. 2009 fuhr der Jurastudent für das Team Phoenix einen Audi R8 LMS in der ADAC-GT-Masters-Serie. Henri Moser konnte drei Rennsiege feiern und beendete die Saison mit 64 Punkten als Dritter in der Gesamtwertung. 2010 startete Moser auf einem Nissan GT-R Nismo des Swiss Racing Teams in der FIA GT1-Weltmeisterschaft, wobei er in 20 Rennen allerdings nur 2 Punkte erzielen konnte. Ein Gastauftritt im FIA-GT3 Europacup wurde auf einem Audi GT3 von Phoenix Racing absolviert. 2011 trat Moser im Blancpain Endurance Series Pro Cuo auf einem Aston Martin DBR S9 GT3 an. Dort gelang ihm der 10. Meisterschaftsrang mit 40,5 Punkten. Je 3 Rennen in der Belcr GT3 und der Belcar Endurance Championship auf einem GPR Aston Martin sowie ein Auftritt bei den 24h von Dubai auf einem Mühlner Motorsport Porsche rundeten sein Rennprogramm ab.
Auch 2012 startete er in der Blancpain-Serie – diesmal auf einem BMW Z4 GT3 des Marc VDS-Teams, wo er mit 31 Punkten Dreizehnter in der Pro-Wertung wurde. Bei den 24-Stunden-Rennen auf dem Nürburgring 2012 startete er mit einem McLaren MP4-12C GT3 des Dörr Motorsport Teams. 2013 war sein letztes volles Jahr im Profisport. In der Blancpain Endurance startete er erneut mit Marc VDS und wurde am Ende 10. mit 31 Punkten. 8 Einsätze mit dem gleichen Team in der VLN-Langstreckenmeisterschaft endeten mit 2 Podiumsergebnissen. Zudem startete er mit dem Team auch bei den 24h am Nürburgring. 2014 startete er lediglich mit dem Absolute Racing Team beim Malaysia Merkada Endurance race, wobei er den dritten Gesamtrang mit seinen Teamkollegen erzielen konnte.
Nach einer 3-jährigen Rennpause ist er seit 2018 im historischen Rennsport unterwegs.